# Tragacete
Tragacete egy község Spanyolországban, Cuenca tartományban. Tragacete Cuenca községgel határos. Lakosainak száma 261 fő (2024).

## Földrajz
A községközponttól néhány kilométerre északra ered a Júcar folyó.

## Népesség
A település népessége az utóbbi években az alábbiak szerint változott:
| Lakosok száma | 346  | 356  | 302  | 354  | 343  | 304  | 267  | 249  | 261  | 261  |
|               | 2001 | 2004 | 2006 | 2009 | 2011 | 2014 | 2016 | 2019 | 2021 | 2024 |